# Моноліт

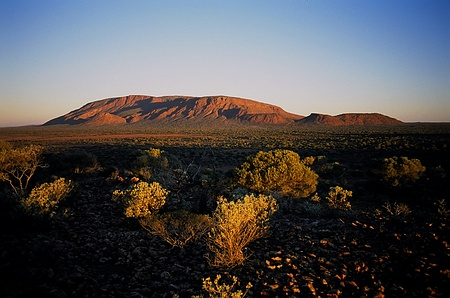
Гора Огастус, ймовірно найбільший моноліт на планеті.

Моноліт (лат. monolithus від дав.-гр. μονόλιθος) — геологічне утворення, що являє собою цілісну кам'яну брилу. Моноліти, як правило, складаються з більш твердих порід, тому часто ерозія з часом оголює їх в окремі геоморфологічні утворення.
Також монолітами називають висічені з цільного каменю споруди або його частини, наприклад, пам'ятники. Назва походить від грецького слова μονόλιθος («монолітос»), похідного з двох слів — μόνος («один» або «єдиний») і λίθος («камінь»).

## Список найбільших монолітів
Гора Огастус, західна Австралія
- Моноліт Бен-Амера, Мавританія
- Стоун Маунтін, США, штат Джорджія
- Улуру (Айерс-рок), центральна Австралія
- Ель-Капітан, національний парк Йосеміті, США, штат Каліфорнія
- Гора Цукрова голова (гора), Бразилія
- Пенья-де-Берналь, Мексика